# Johann II. von Schleinitz
Johann II. von Schleinitz († 30. November 1434 in Zeitz) war von 1422 bis 1434 Bischof von Naumburg.
Johann II. stammte aus der Familie von Schleinitz, die in den Bistümern Naumburg und Meißen weitere Bischöfe stellte. Er studierte in Prag, Erfurt, Bologna und Leipzig. Er wurde 1410 Stiftspropst in Bautzen und 1417 Dompropst in Meißen. In seiner Zeit als Bischof fielen die Hussiten in das Bistum ein. Er wurde im Zeitzer Dom bestattet, seine bronzene Grabplatte ist heute an der Nordseite des Chores aufgestellt. Sein Nachfolger wurde sein Neffe Peter von Schleinitz, der ihm seit Juni 1434 bereits als Koadjutor zur Seite stand.